# ペスコロッキアーノ
ペスコロッキアーノ（伊: Pescorocchiano）は、イタリア共和国ラツィオ州リエーティ県にある、人口約1,800人の基礎自治体（コムーネ）。

## 地理

### 位置・広がり
リエーティ県南東部のコムーネ。県都リエーティから南東へ32kmの距離にある。

#### 隣接コムーネ
隣接するコムーネは以下の通り。括弧内のAQはラクイラ県所属を示す。
- ボルゴローゼ
- カルソーリ (AQ)
- コッラルト・サビーノ
- フィアミニャーノ
- マルチェテッリ
- ペトレッラ・サルト
- サンテ・マリエ (AQ)
- トルニンパルテ (AQ)
- ヴァルコ・サビーノ

### 気候分類・地震分類
ペスコロッキアーノにおけるイタリアの気候分類 (it) および度日は、zona E, 2832 GGである。
また、イタリアの地震リスク階級 (it) では、zona 1 (sismicità alta)
zona 2A (sismicità media) に分類される。

## 行政

### 分離集落
ペスコロッキアーノには、以下の分離集落（フラツィオーネ）がある。
- Alzano, Baccarecce, Campolano, Castagneta, Castelluccio, Civitella di Nesce, Colle di Pace, Colli di Pace, Girgenti, Granara, Leofreni, Nesce, Ospanesco, Pace, Petrignano, Poggio San Giovanni, Roccaberardi, Roccarandisi, Santa Lucia di Gioverotondo, Sant'Elpidio, Tonnicoda, Torre di Taglio, Val de Varri